# Faculté de médecine dentaire de Monastir
La faculté de médecine dentaire de Monastir (arabe : كلية طب الأسنان بالمنستير) ou FMDM est un établissement universitaire tunisien situé à Monastir.
Placée sous la double tutelle du ministère de l'Enseignement supérieur et de la Recherche scientifique et du ministère de la Santé, il s'agit de l'unique institution d'étude de la médecine dentaire du pays,, mais aussi de l'établissement universitaire le plus ancien de Monastir et la première composante de son université.
Les études en médecine dentaire en Tunisie sont réservées à une partie des élites des élèves du secondaire qui ont réussi leur baccalauréat, d'où le fait que l'admission est exclusive aux bacheliers scientifiques ayant le meilleur score à l'échelle nationale,.

## Localisation
La faculté est située sur l'avenue Avicenne à Monastir au voisinage de la faculté de pharmacie, de la faculté de médecine et de l'École supérieure des sciences et techniques de la santé alors que, du côté sud-ouest, la faculté a un portail s'ouvrant sur l'avenue Tahar-Haddad, à proximité du local de l'université de Monastir. L'établissement est associée à une clinique hospitalo-universitaire de médecine dentaire,.

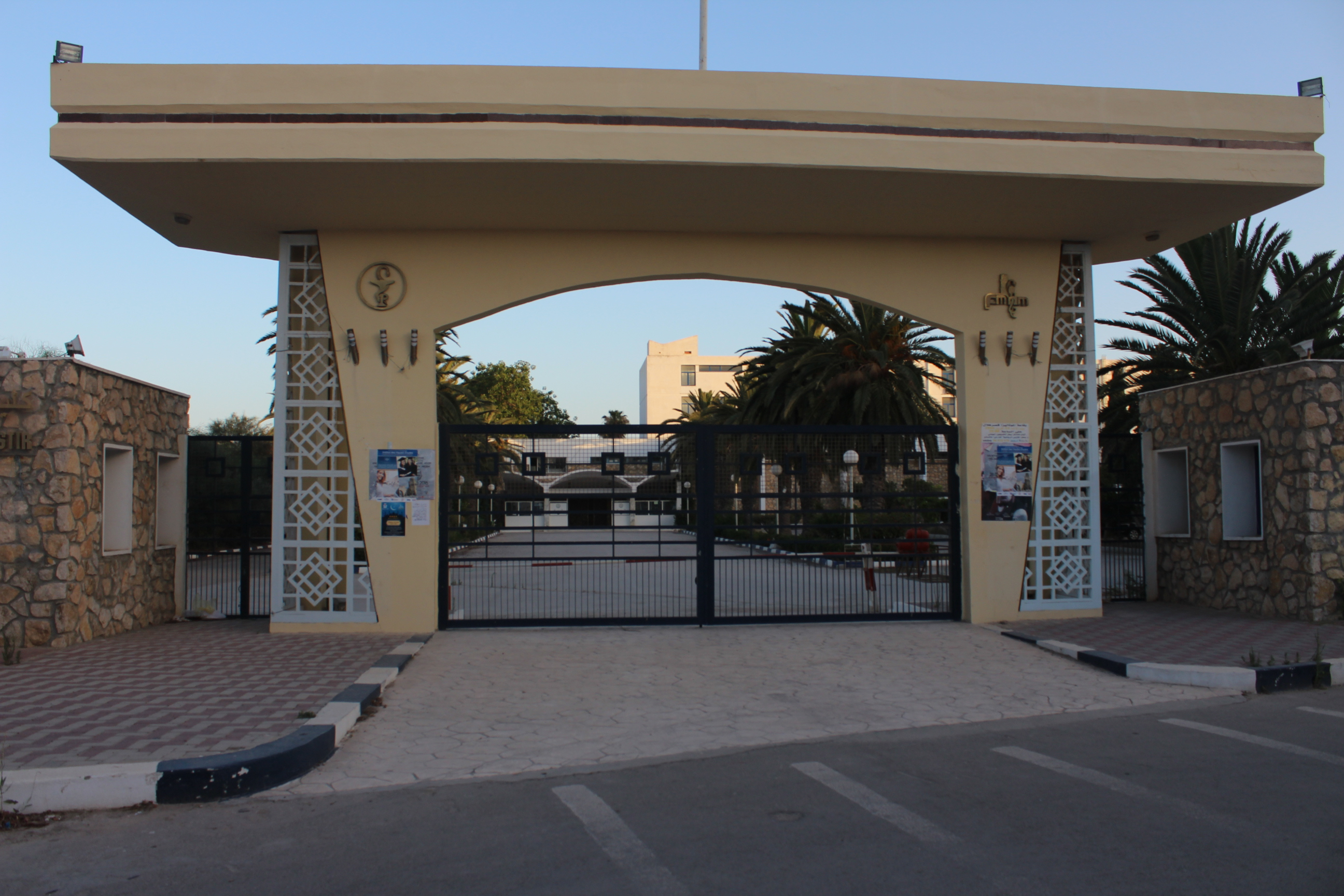
Portail des facultés de médecine dentaire et de pharmacie.
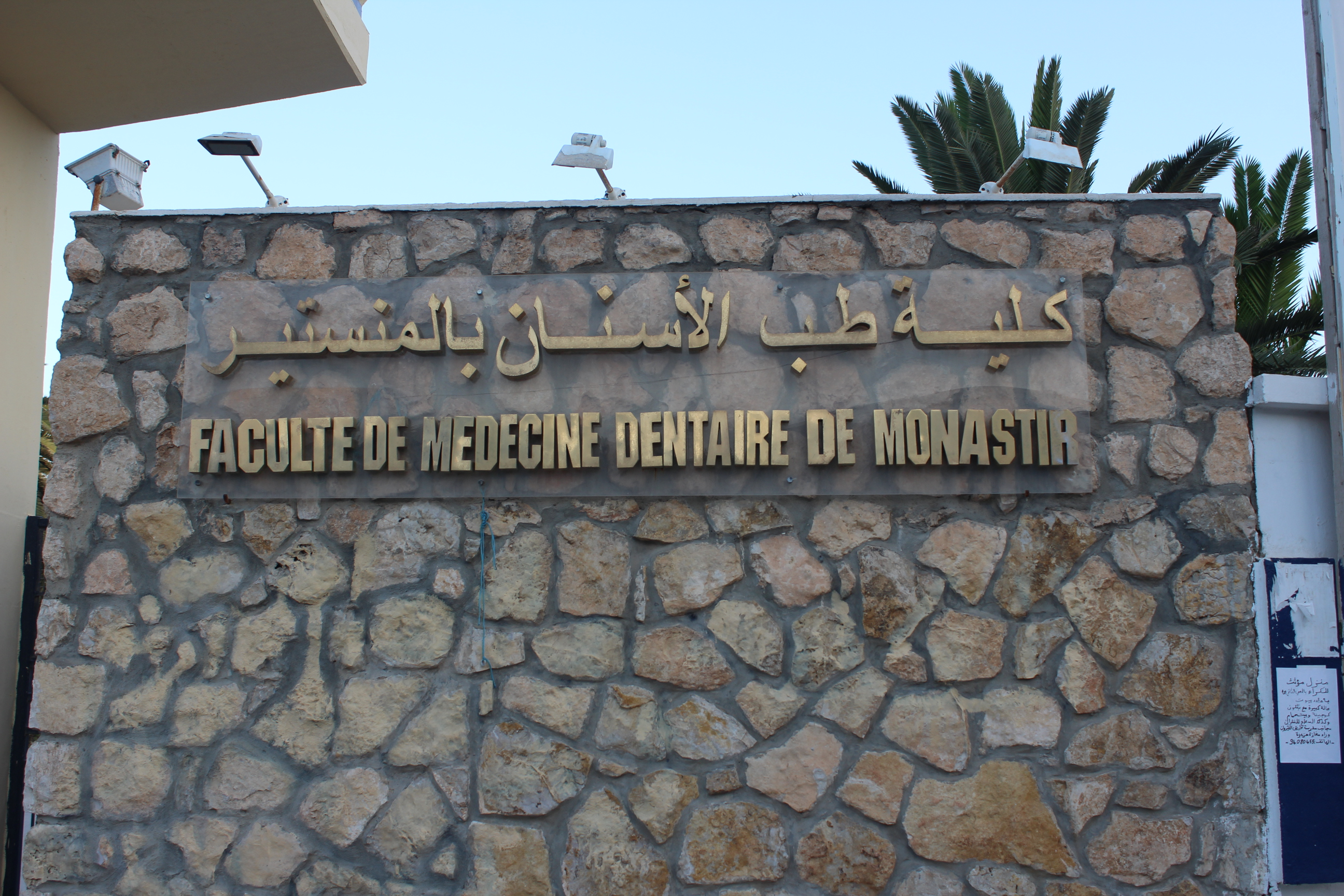
Plaque devant le portail.
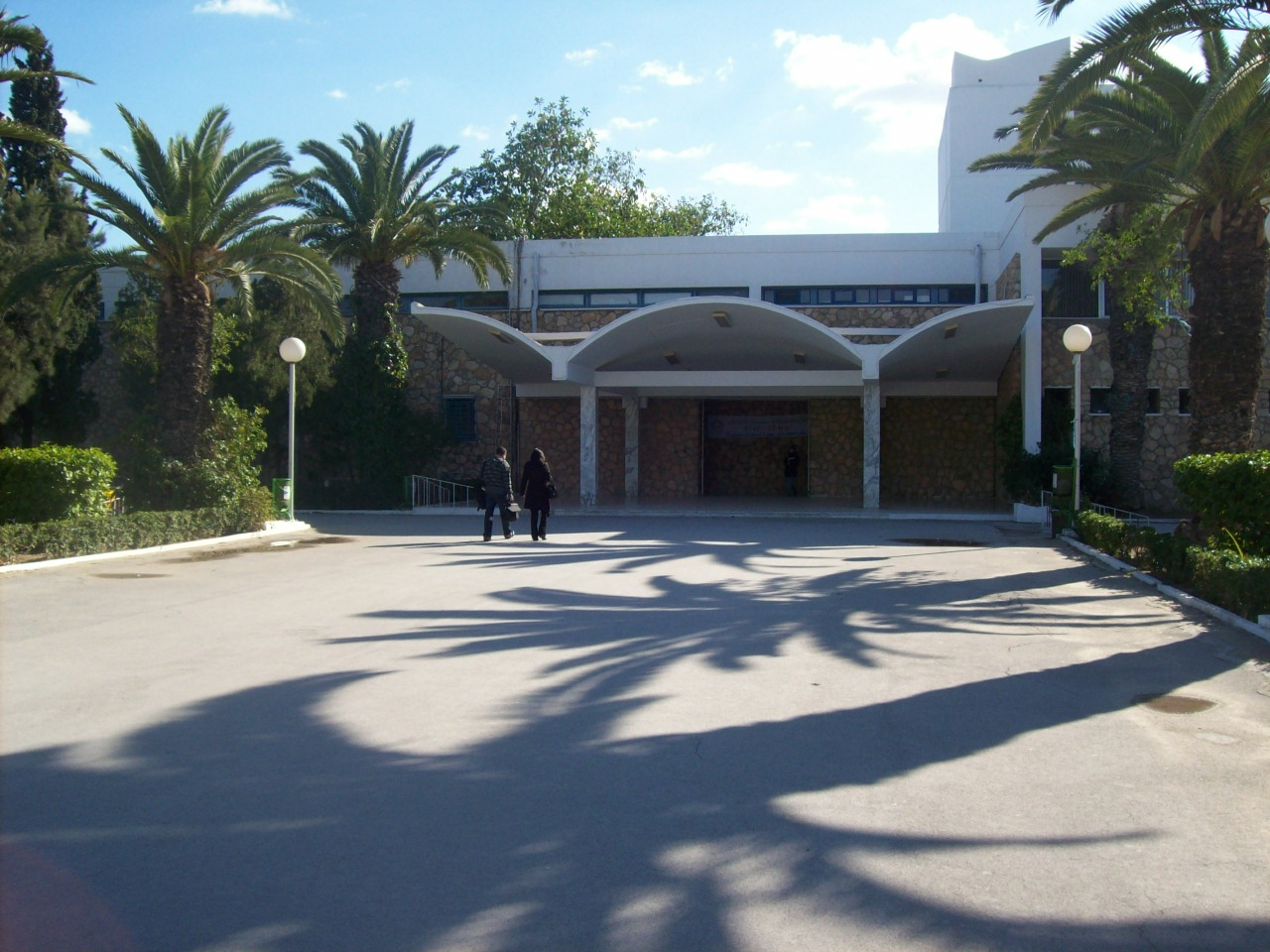
Entrée commune des deux facultés.
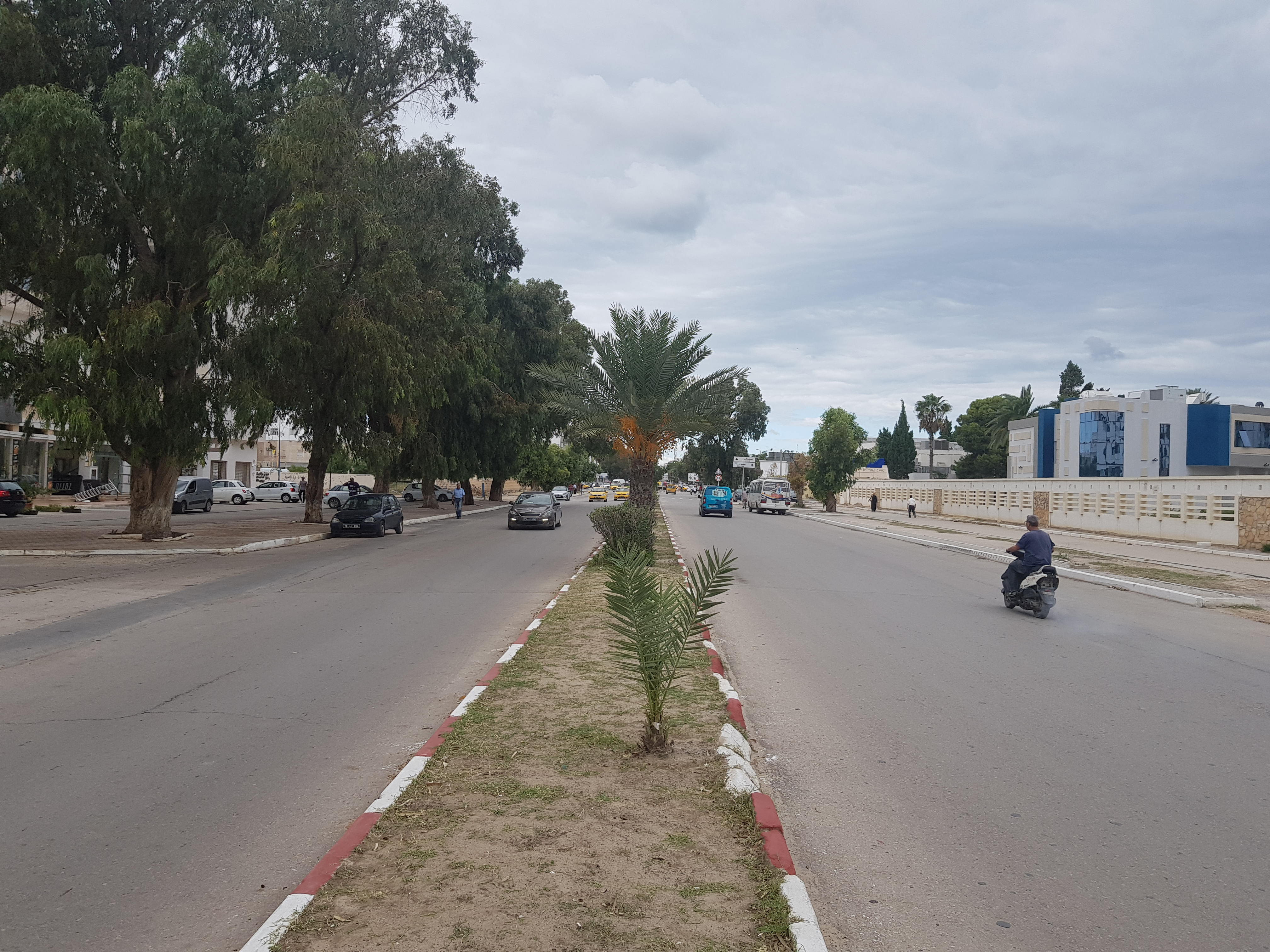
Entrée de la faculté depuis l'avenue Tahar-Haddad.
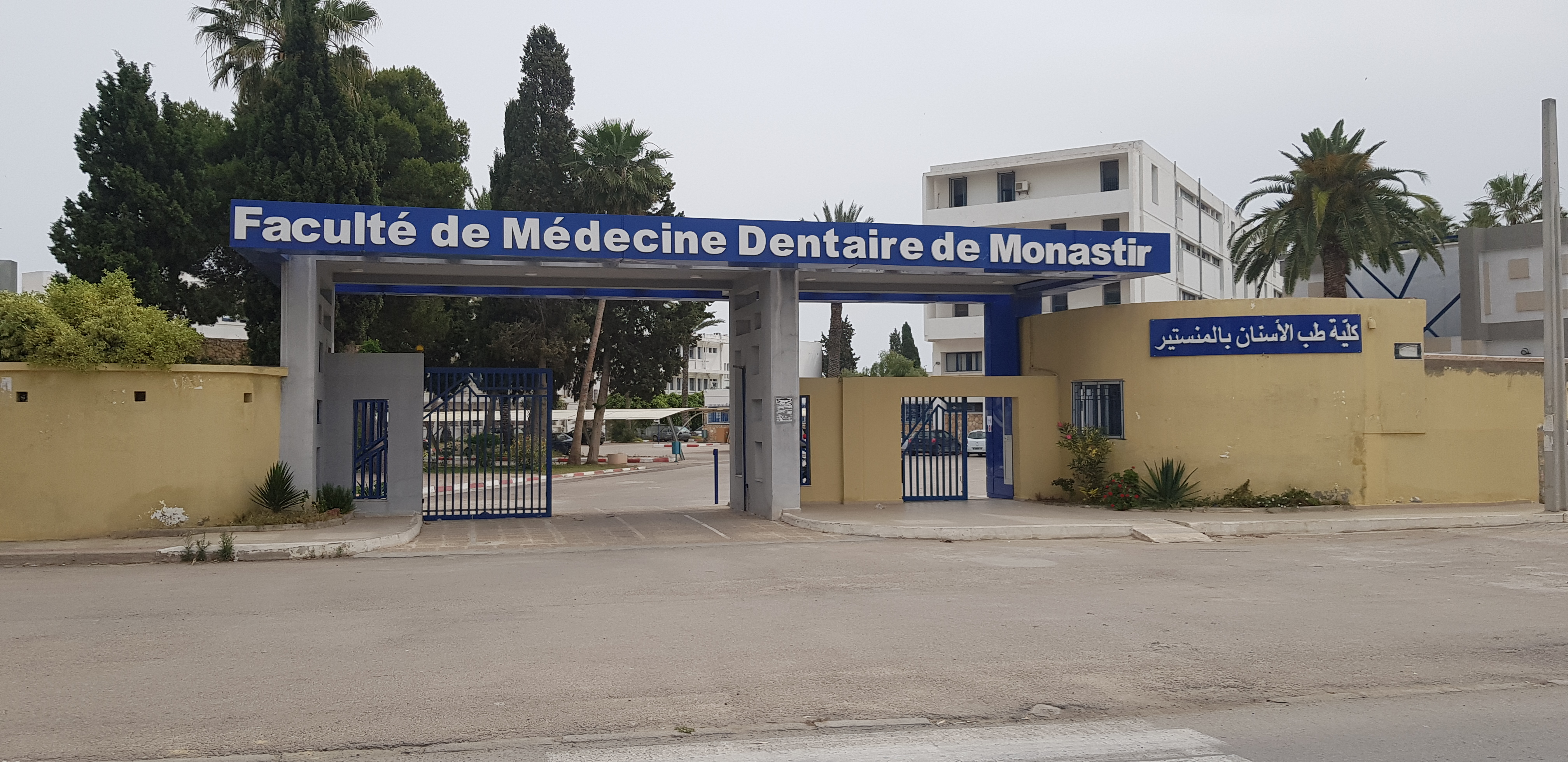
Portail de la faculté depuis l'avenue Tahar-Haddad.
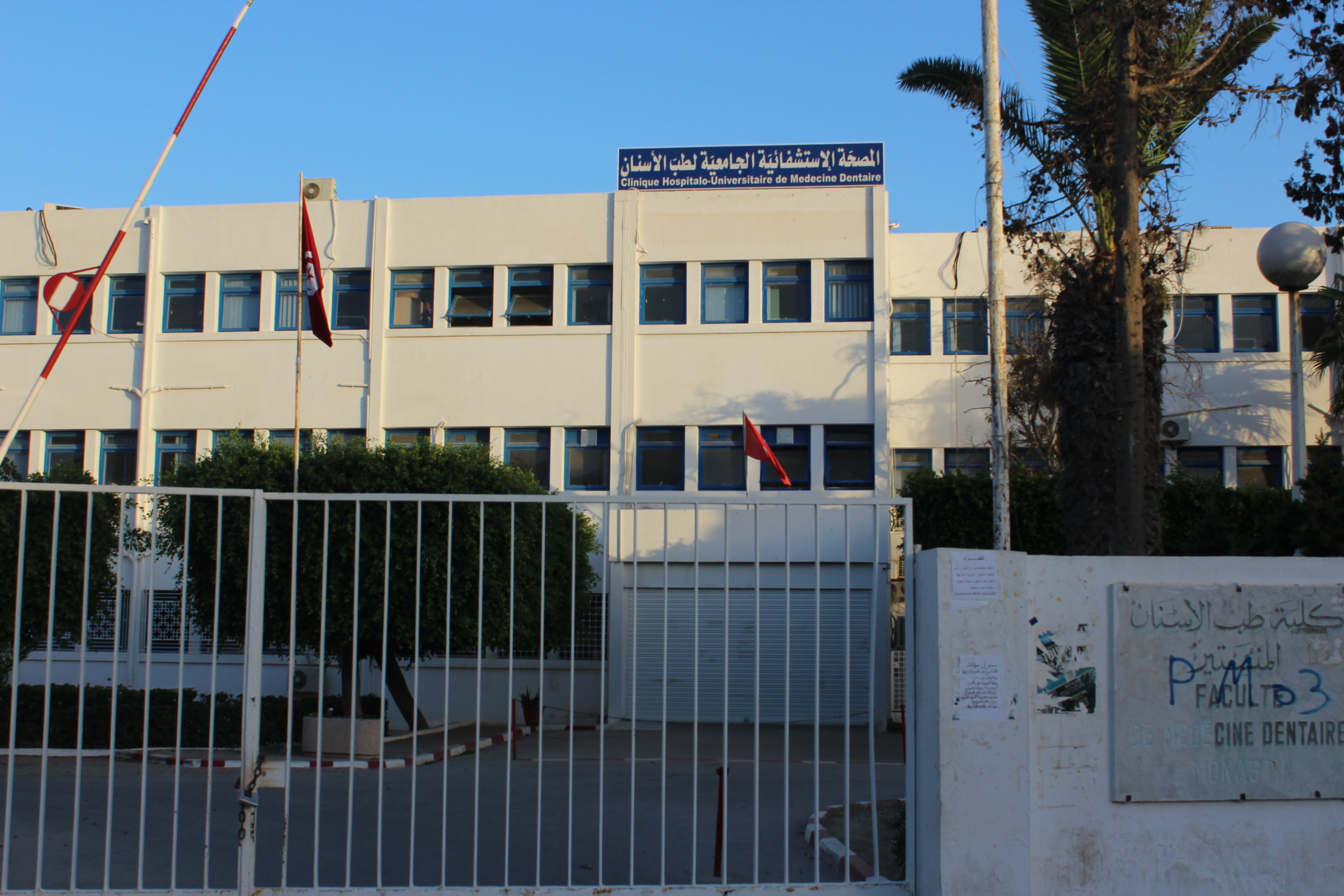
Clinique hospitalo-universitaire de médecine dentaire à Monastir.
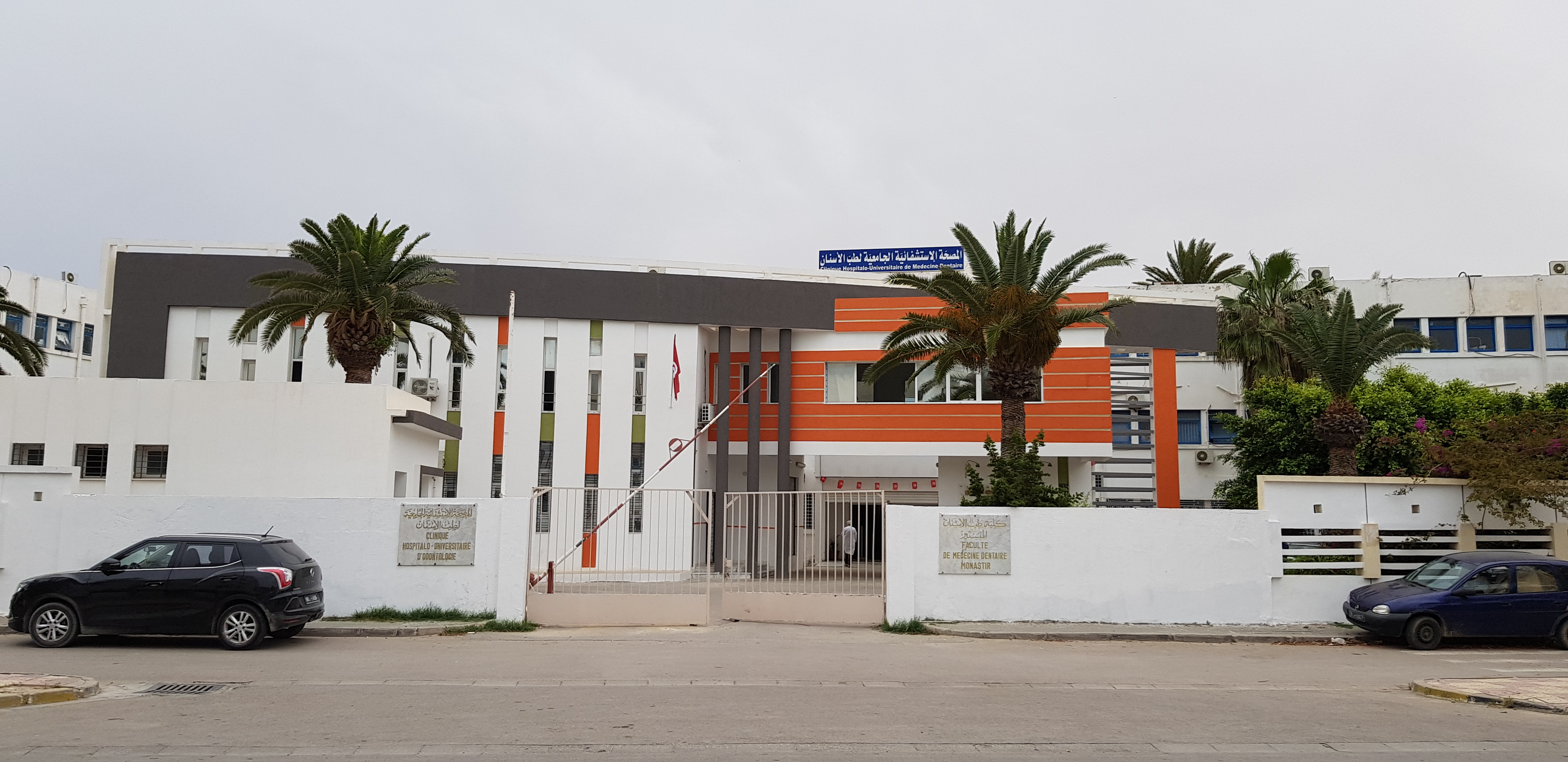
Nouvelle entrée de la clinique hospitalo-universitaire de médecine dentaire.

## Histoire

### Fondation
Avant l'inauguration de la faculté de médecine dentaire de Monastir et jusqu'au début des années 1980, les médecins dentistes tunisiens étudient dans des facultés étrangères, essentiellement française.
L'établissement est fondé par la loi n°75-71 du 14 novembre 1975, et fait partie depuis 2004 de l'université de Monastir,.
L'inauguration des facultés de médecine dentaire et de pharmacie a lieu le 20 novembre 1975 en présence du président Habib Bourguiba.
La première promotion, qui ne compte que 46 étudiants, sort en 1982,.

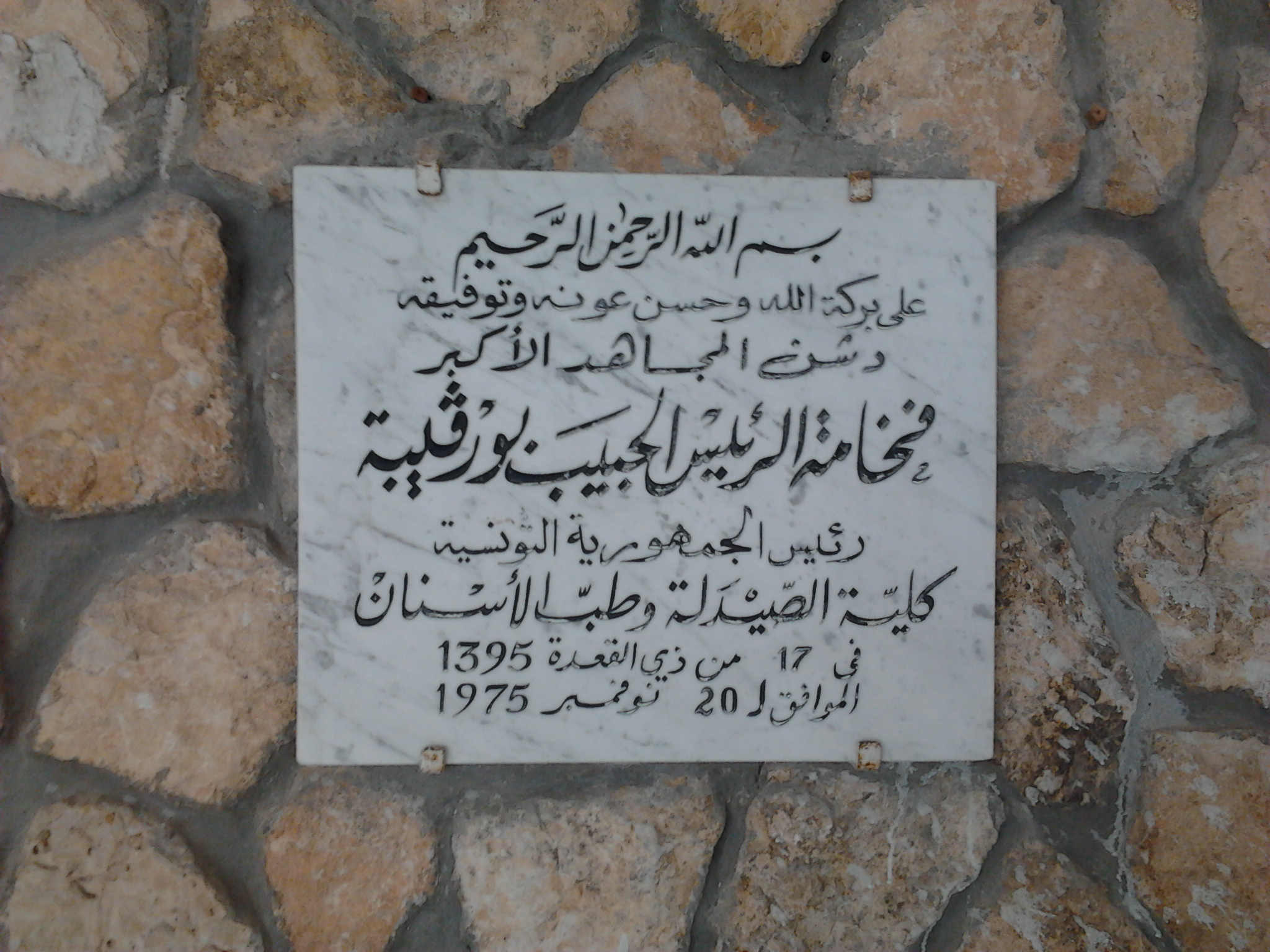
Plaque marquant l'inauguration des facultés de médecine dentaire et de pharmacie le 20 novembre 1975.
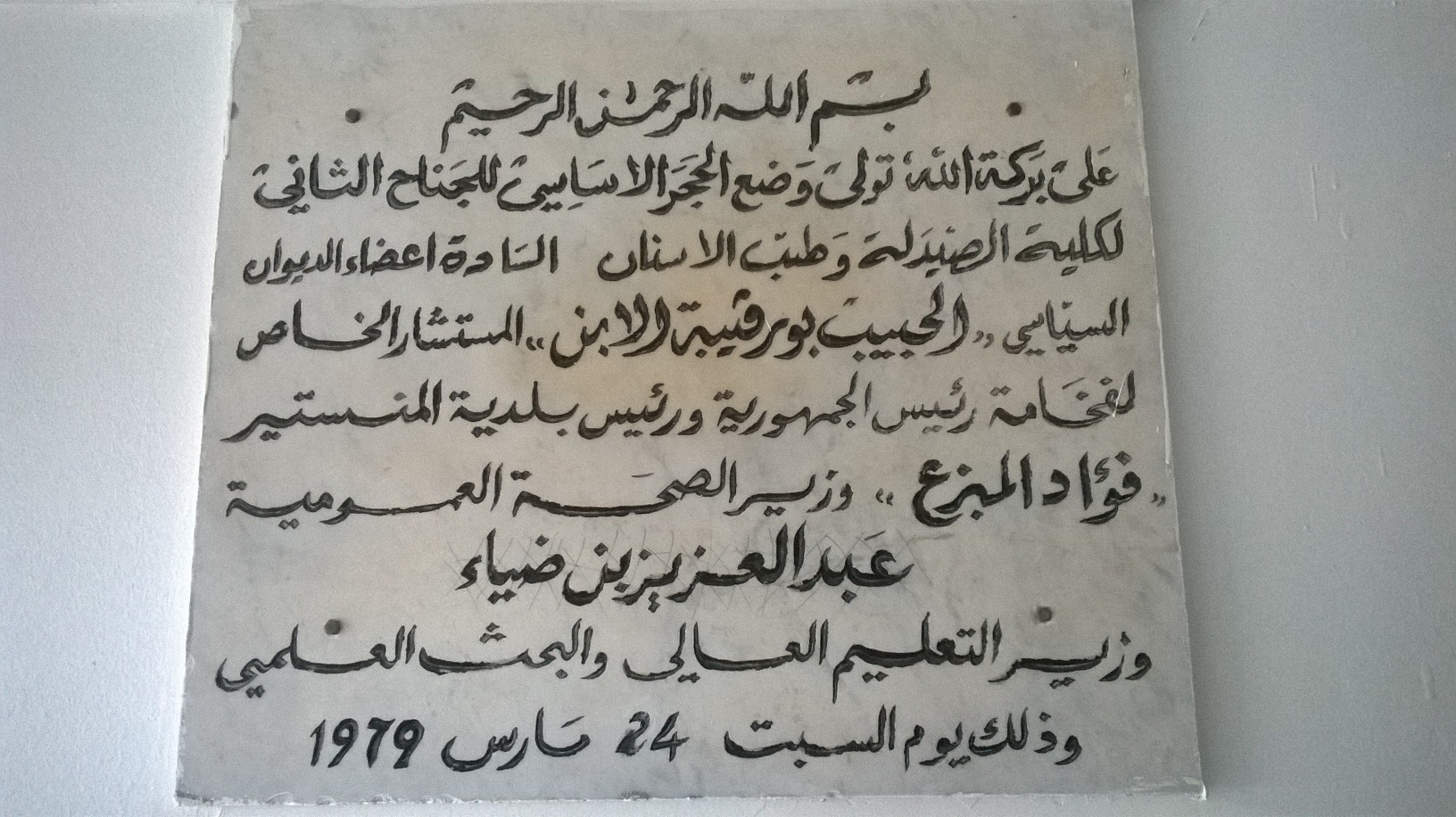
Plaque commémorative du début des travaux de la deuxième partie des facultés de médecine dentaire et de pharmacie le 24 mars 1979.
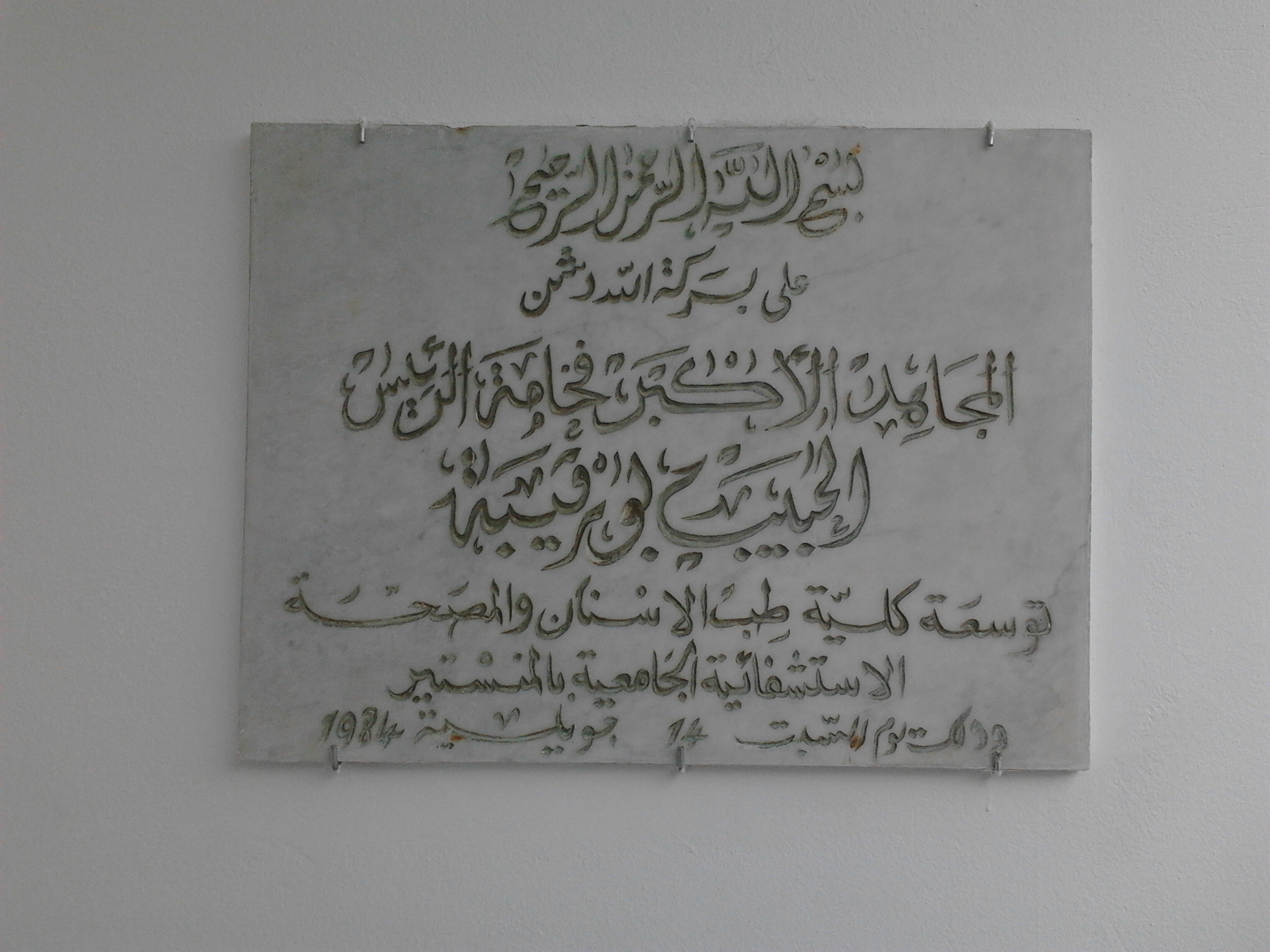
Plaque marquant l'agrandissement de la faculté de médecine dentaire et de la clinique hospitalo-universitaire le 14 juillet 1984.
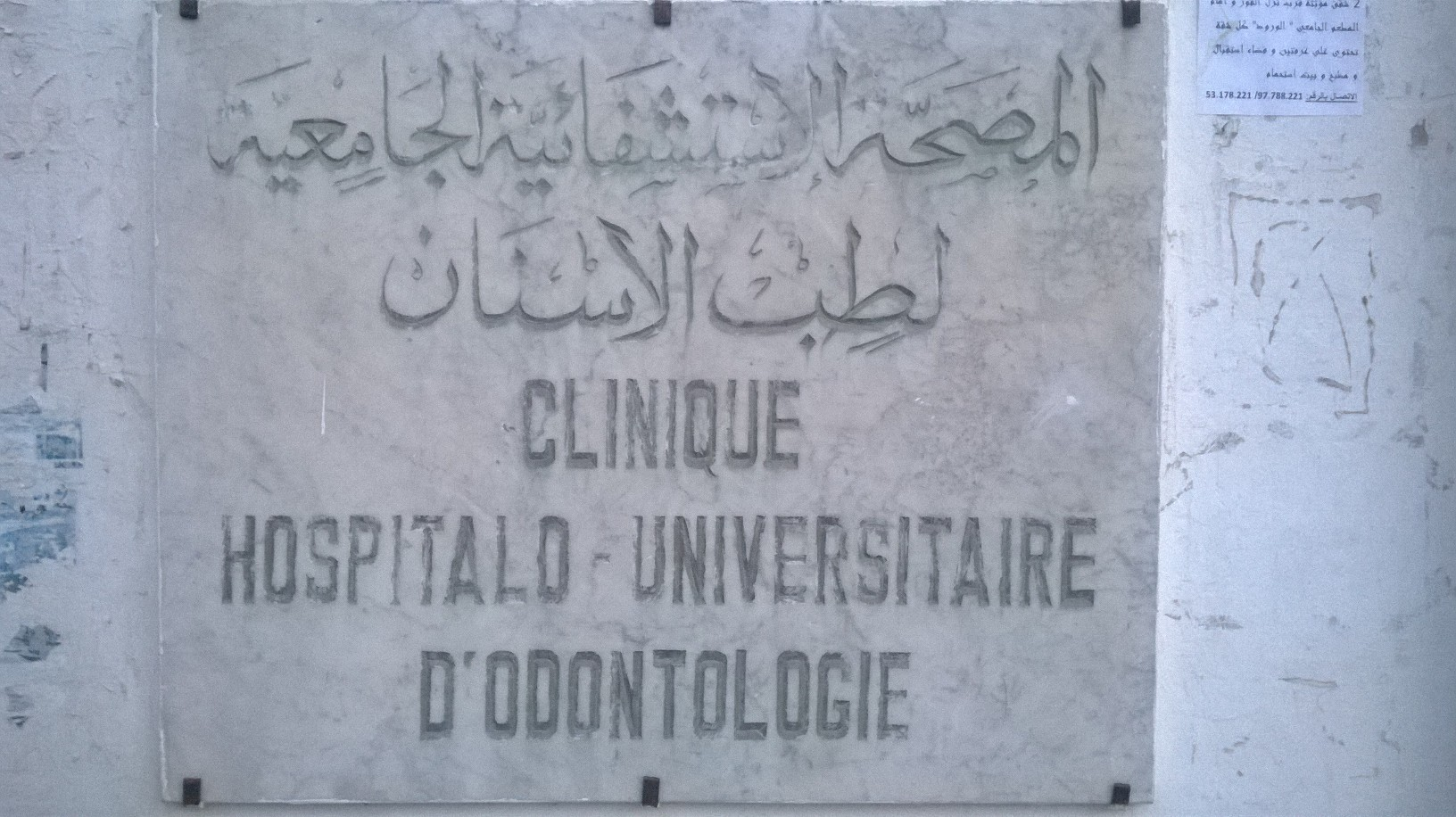
Plaque de la clinique hospitalo-universitaire d'odontologie de Monastir.

### Doyens
De 1975 à 1990, la direction de la faculté est assurée par les doyens de la faculté de pharmacie qui prennent alors en charge les deux facultés :
- Pr Mahmoud Yaâcoub (1975-?) ;
- Pr Moncef Jeddi (1987-1990) ;
- Pr Mongi Beïzig (1990-1996) : premier doyen odontologiste de la faculté ;
- Pr Mongi Majdoub[16] (1996-2002) : deux mandats ;
- Pr Khaled Bouraoui[17] (2002-2005) ;
- Pr Abdellatif Abid (2005-2012) : deux mandats[18],[19] ;
- Pr Ali Ben Rahma (2012-2017) : deux mandats[20],[21] ;
- Pr Fethi Maatouk (2017-2020)[22] ;
- Pr Mohamed Salah Khalfi (depuis 2020)[22].

## Infrastructure
La faculté a une superficie de près de 5 000 m2 et partage le campus avec la faculté de pharmacie.

### Amphithéâtres et divers
- Trois amphithéâtres pour les cours magistraux ;
- Un auditorium universitaire destiné aux congrès ;
- Une salle des thèses et des formations ;
- Une bibliothèque ;
- Deux salles d'accès à Internet ;
- Un espace à vocation culturelle et de loisirs[24] ;
- Une buvette.

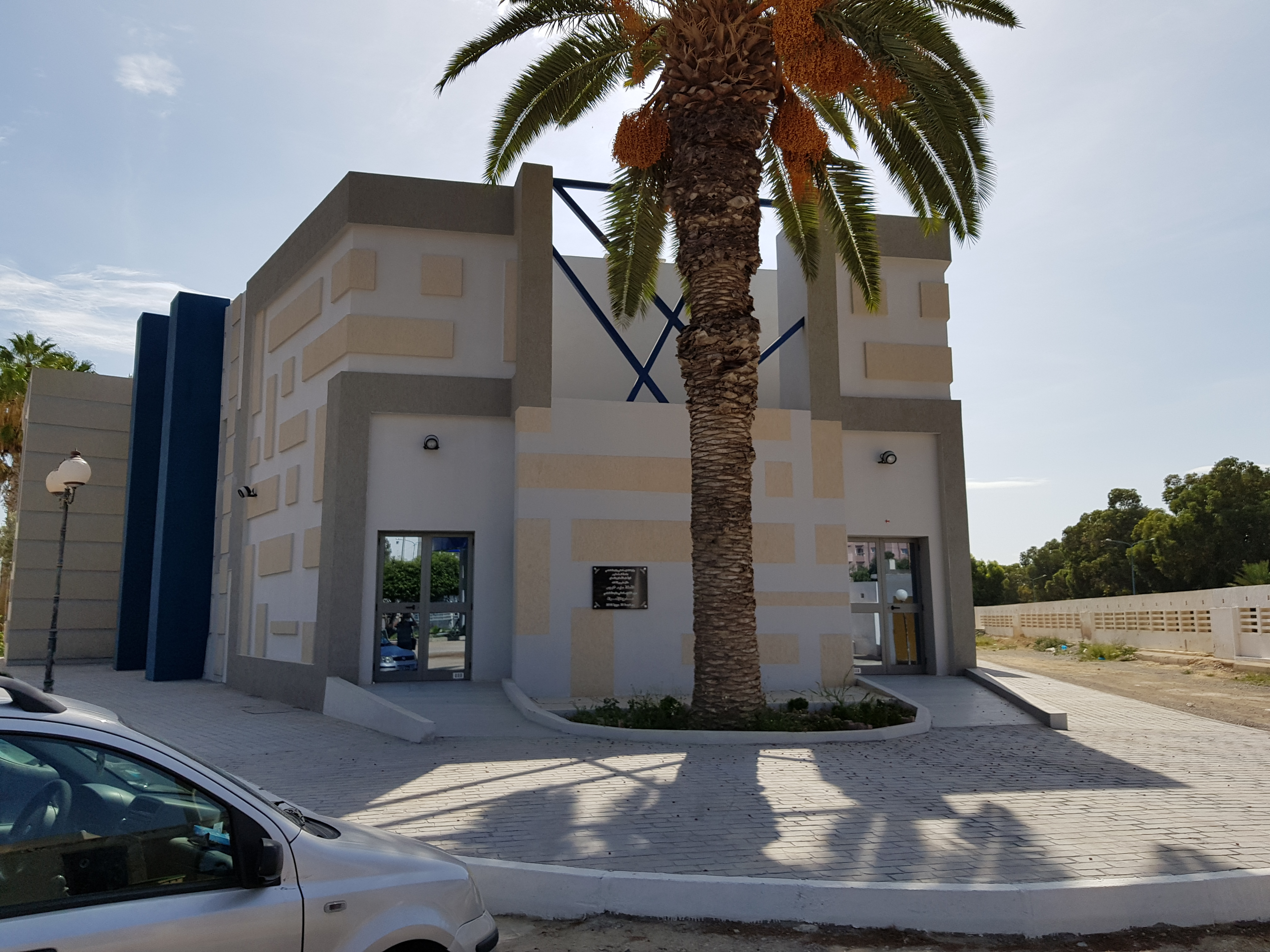
Auditorium.
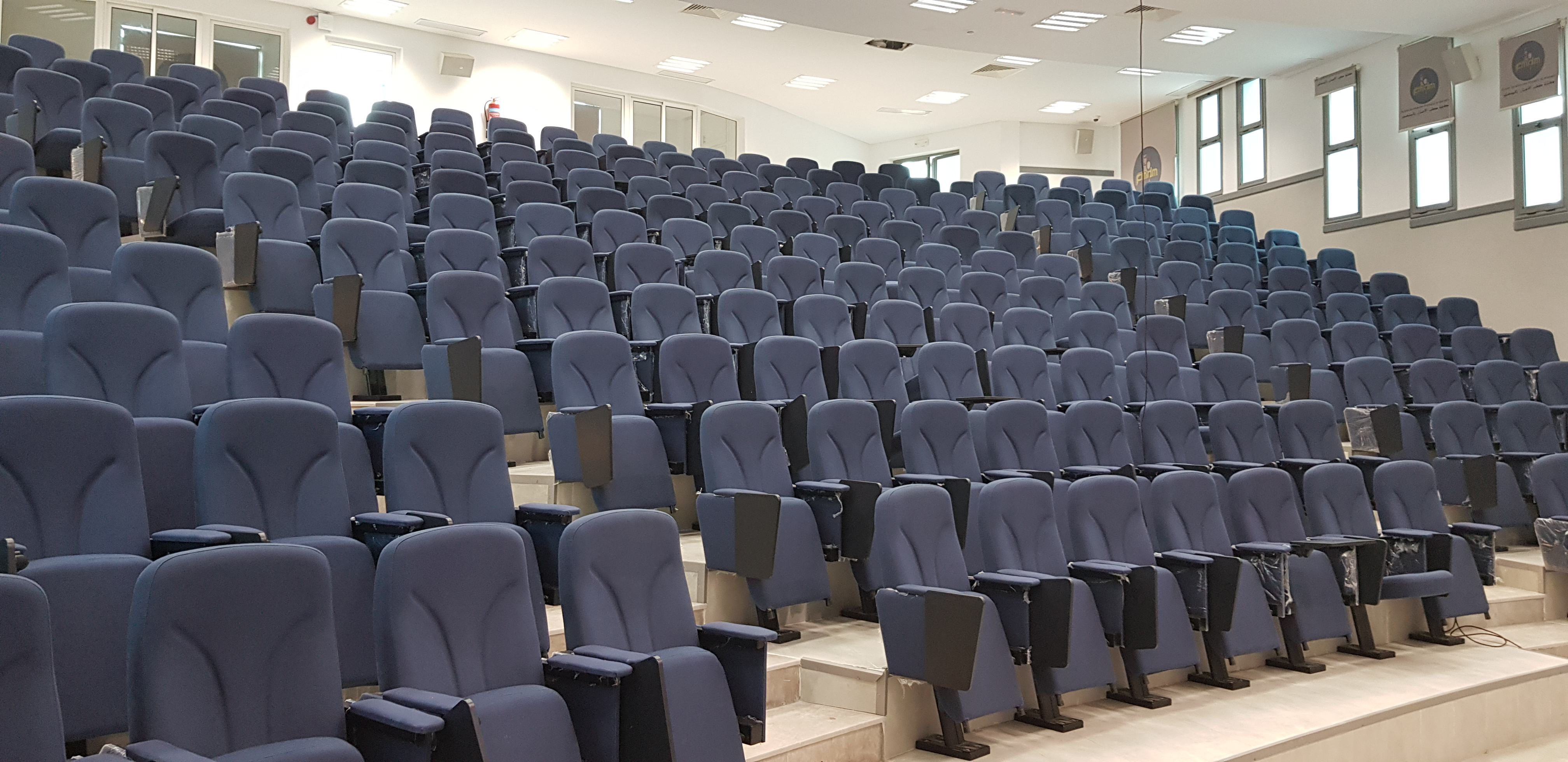
Intérieur de l'auditorium.
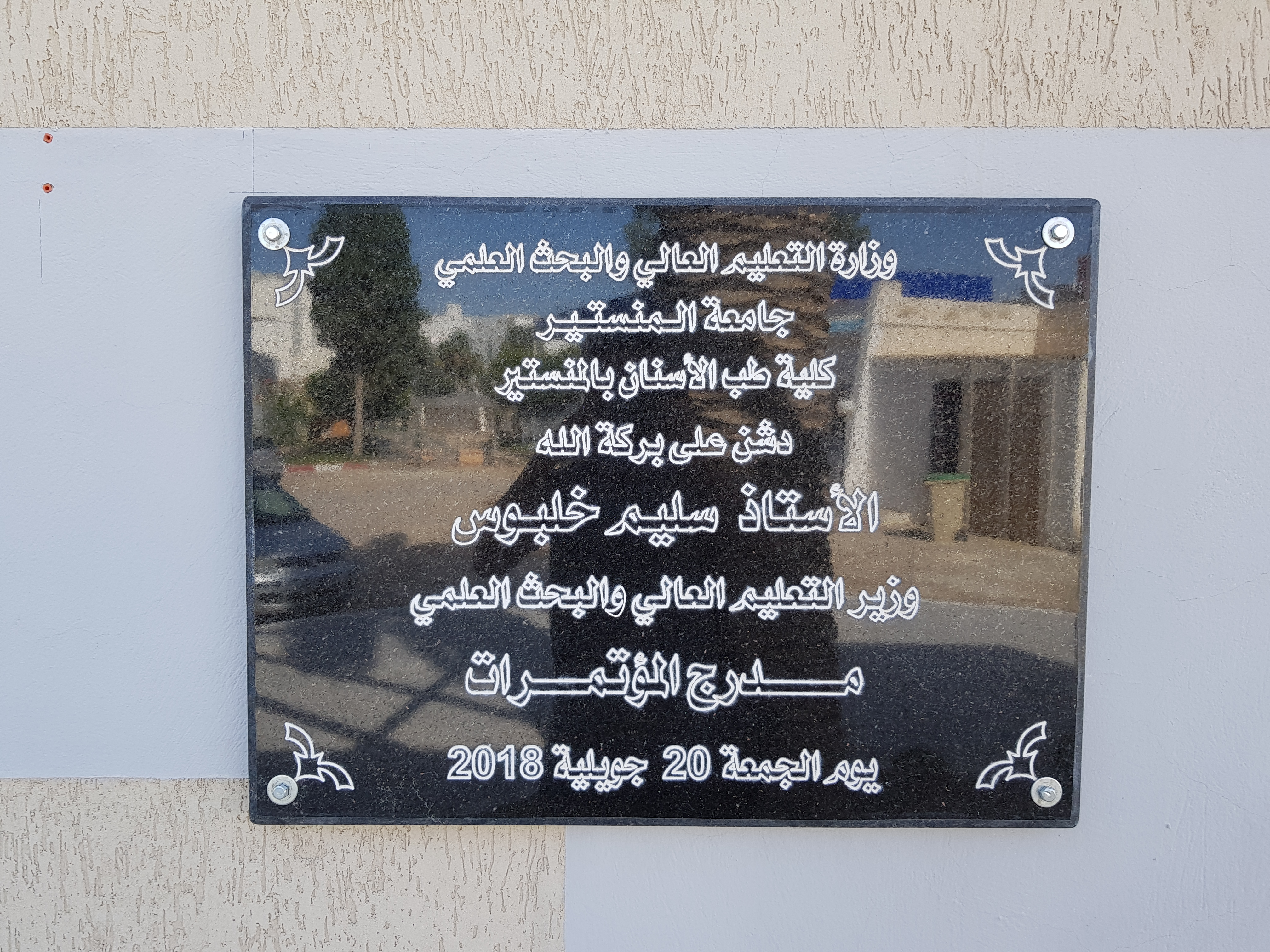
Plaque de l'inauguration de l'auditorium.
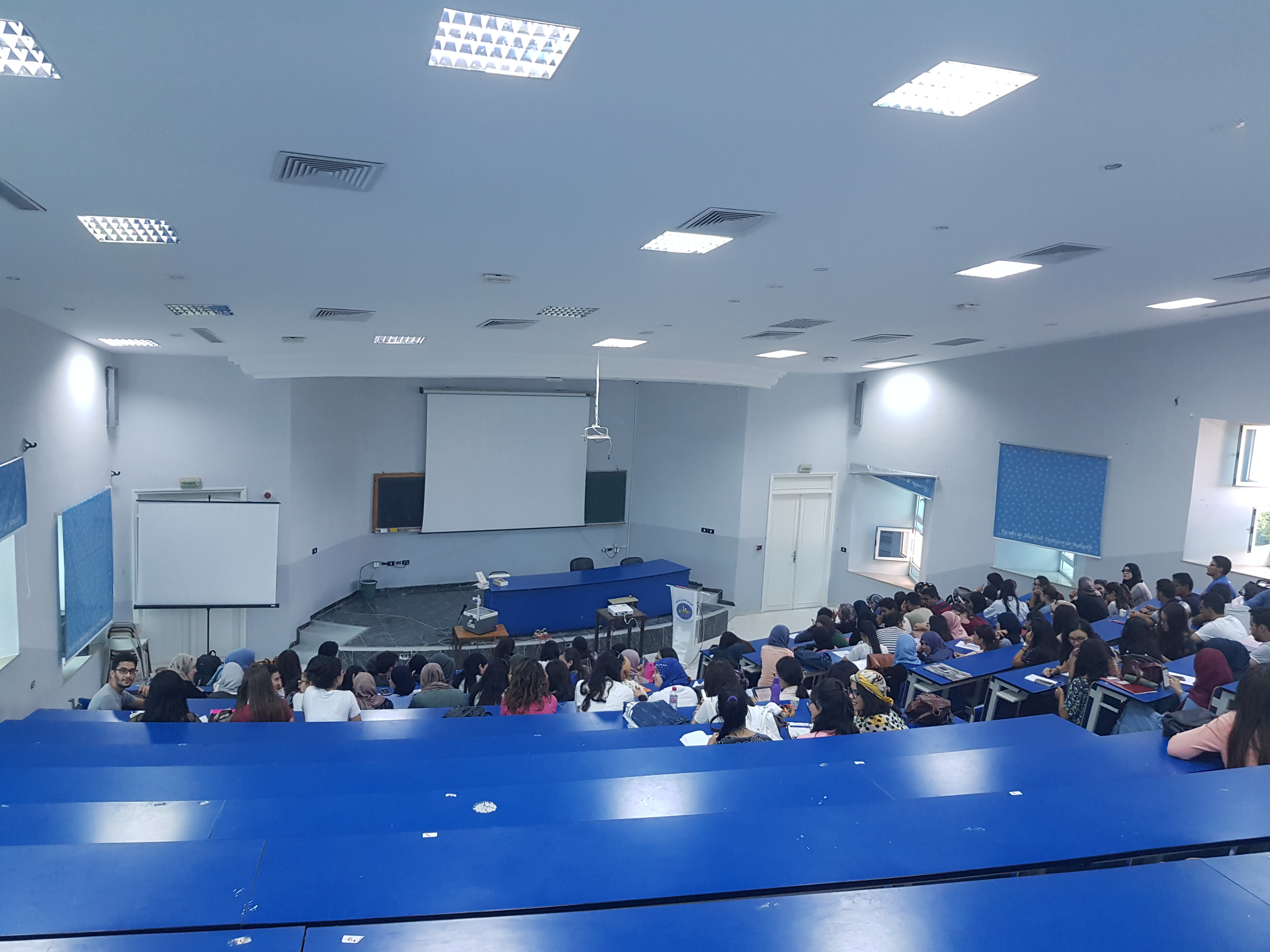
Nouvel amphithéâtre.
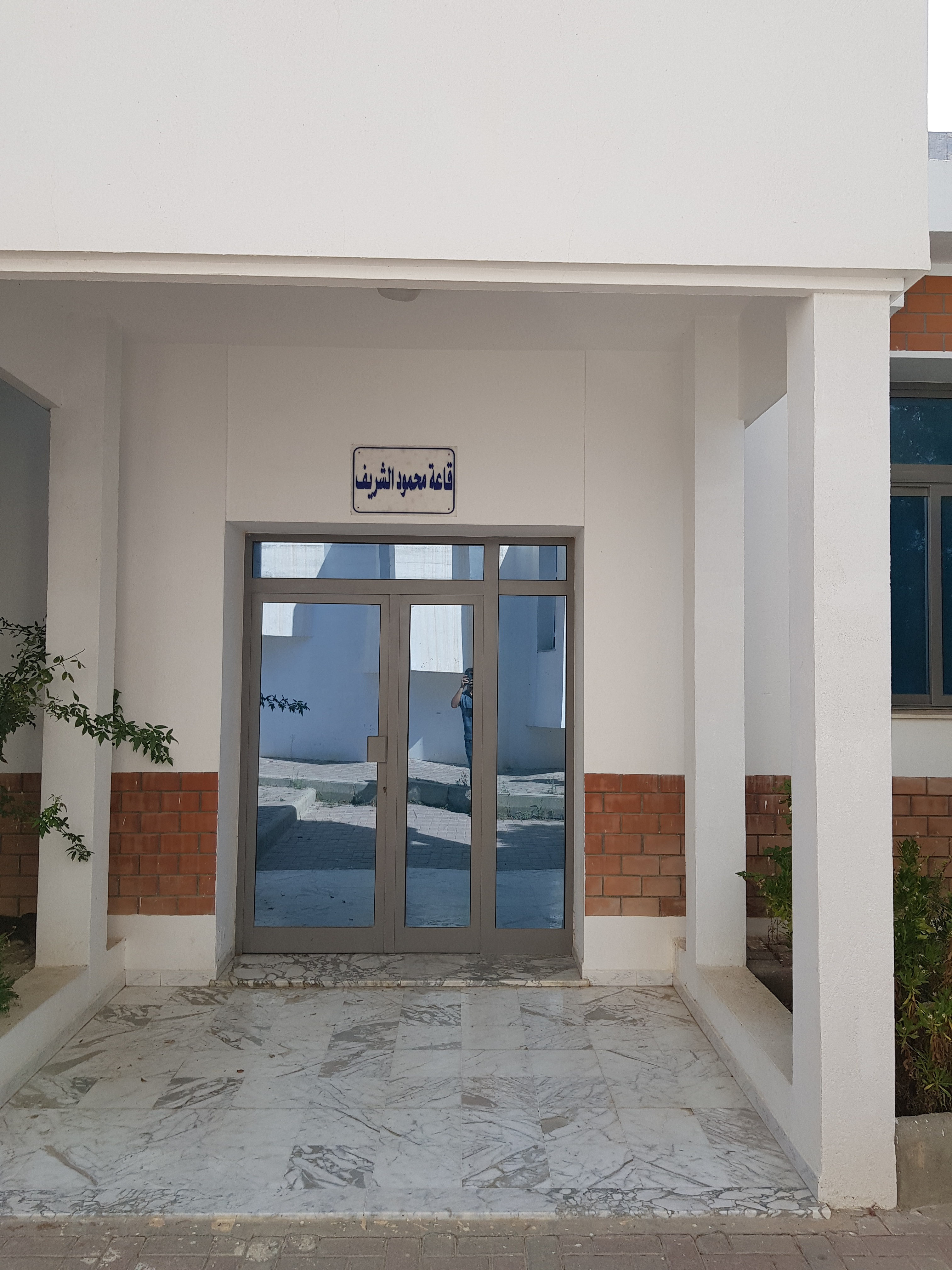
Salle des thèses.
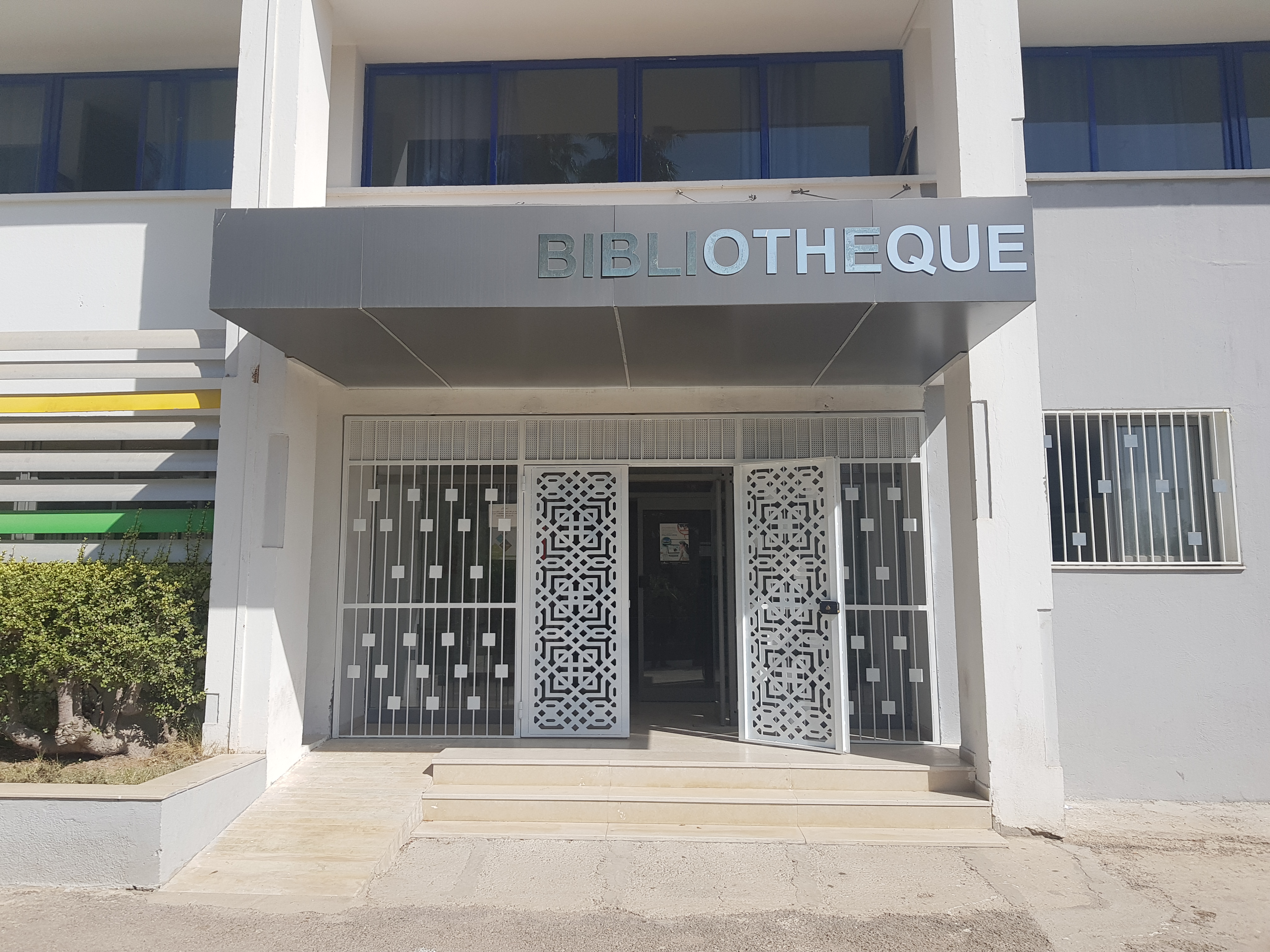
Entrée de la bibliothèque.
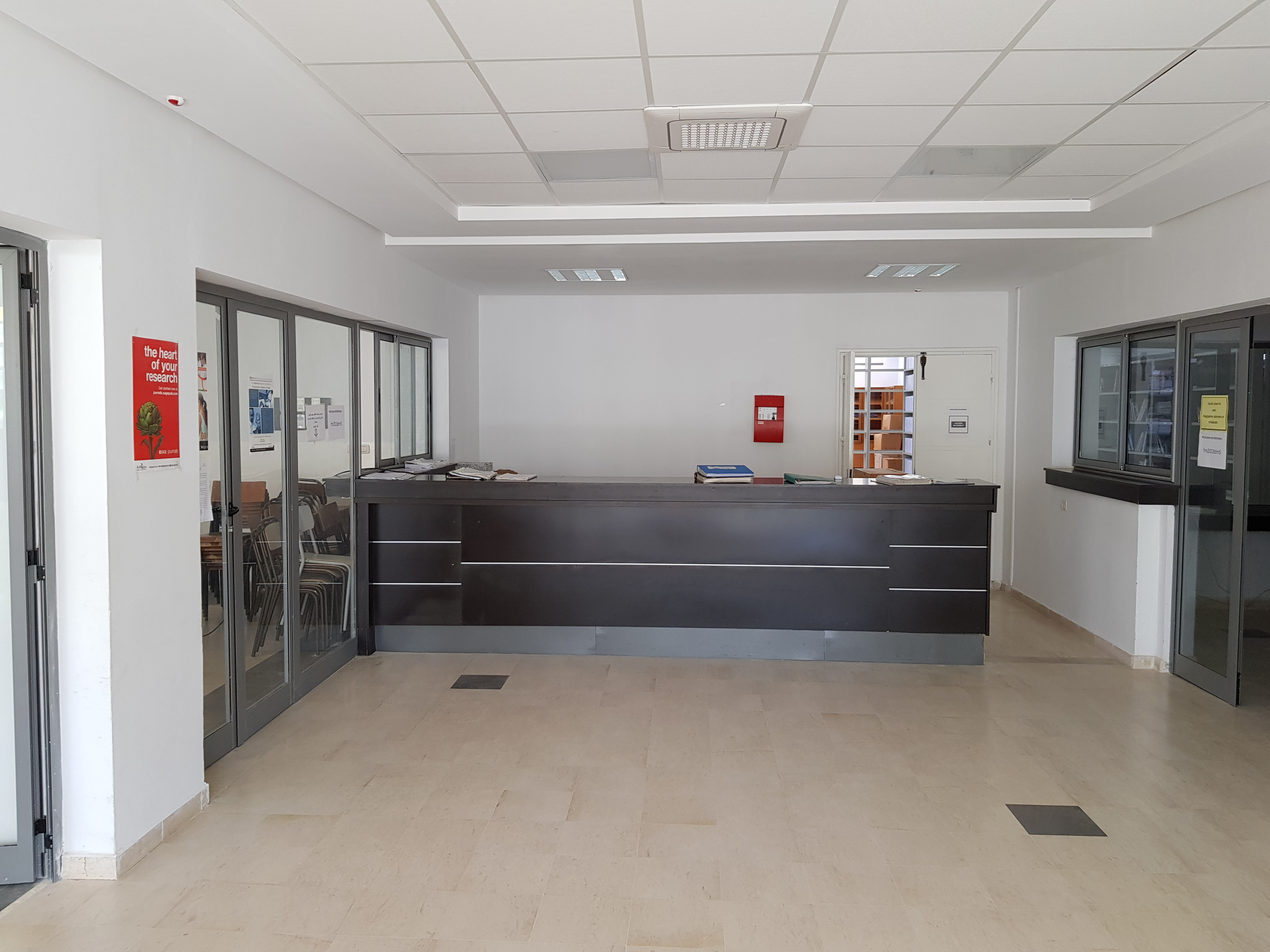
Accueil de la bibliothèque.

### Laboratoires d'enseignement
- Huit laboratoires d'enseignement :
  - Anatomie ;
  - Histologie ;
  - Biologie moléculaire et cellulaire ;
  - Informatique ;
  - Physiologie ;
  - Chimie ;
  - Biochimie ;
  - Microbiologie ;
- Neuf salles de travaux pratiques :
  - Prothèse conjointe ;
  - Prothèse partielle amovible ;
  - Prothèse totale ;
  - Odontologie conservatrice ;
  - Anatomie générale ;
  - Anatomie dentaire ;
  - Biomatériaux ;
  - Chimie ;
  - Biochimie[24].

### Unités et laboratoires de recherche
- Onze unités de recherche[25] :
  - Odontologie conservatrice et endodontie ;
  - Recherches odontologiques sur la croissance ;
  - Piézologie ;
  - Biomatériaux et biotechnologie ;
  - Alcaloïdes et diterpénoïdes bioactifs naturels ;
  - Épidémiologie et prévention des pathologies bucco-dentaires ;
  - Odontologie conservatrice ;
  - Occlusodontie ;
  - Orthodontie préventive et interceptive ;
  - Applications technologiques et cliniques de la céramo-céramique pour les prothèses plurales ;
  - Diagnostic radioclinique et traitement des tumeurs maxillaires ;
- Quatre laboratoires de recherche :
  - Approche biologique et clinique dento-faciale[26] ;
  - Recherches en santé orale et réhabilitation bucco-faciale[27] ;
  - Substances biologiquement compatibles[28] ;
  - Approches occluso-articulaires biomécaniques et esthétiques des restaurations céramo-céramiques[29].

Les professeurs de la faculté sont connus pour leurs participations au domaine de la recherche scientifique et médicale à l'échelle nationale et internationale,,,.

### Hôpitaux et services associés

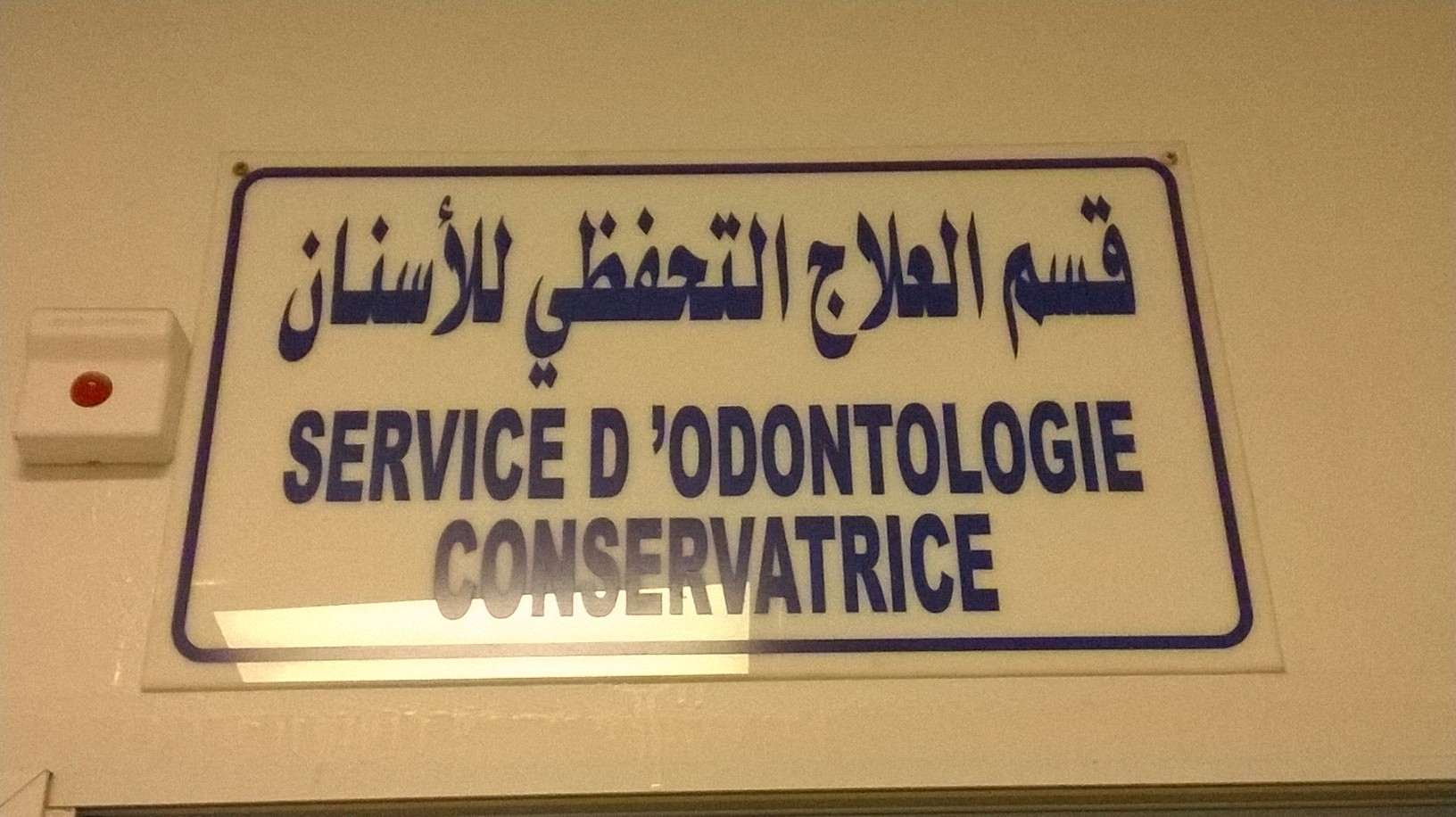
Service d'odontologie conservatrice au sein de la clinique.

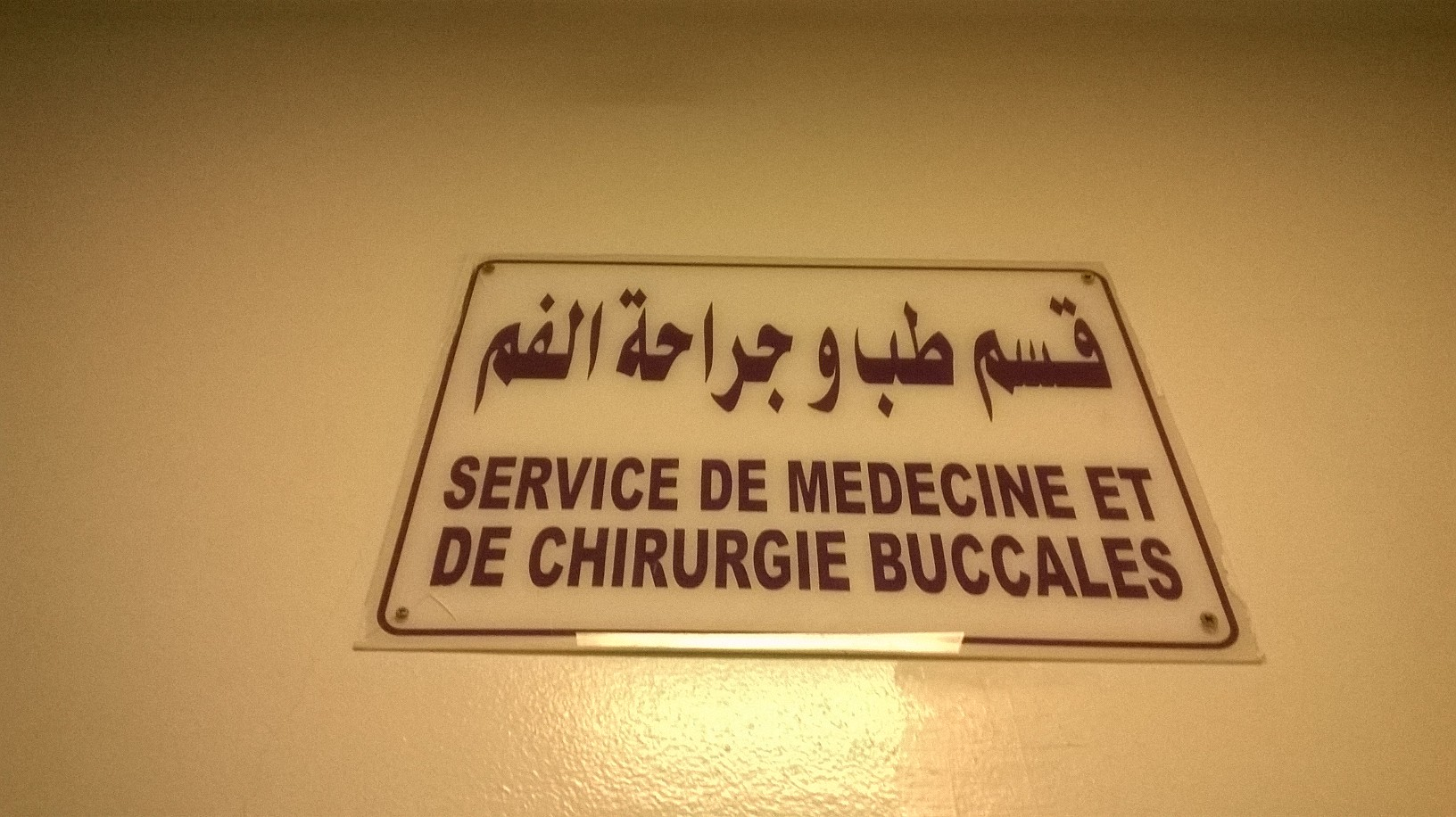
Service de médecine et chirurgie buccales.

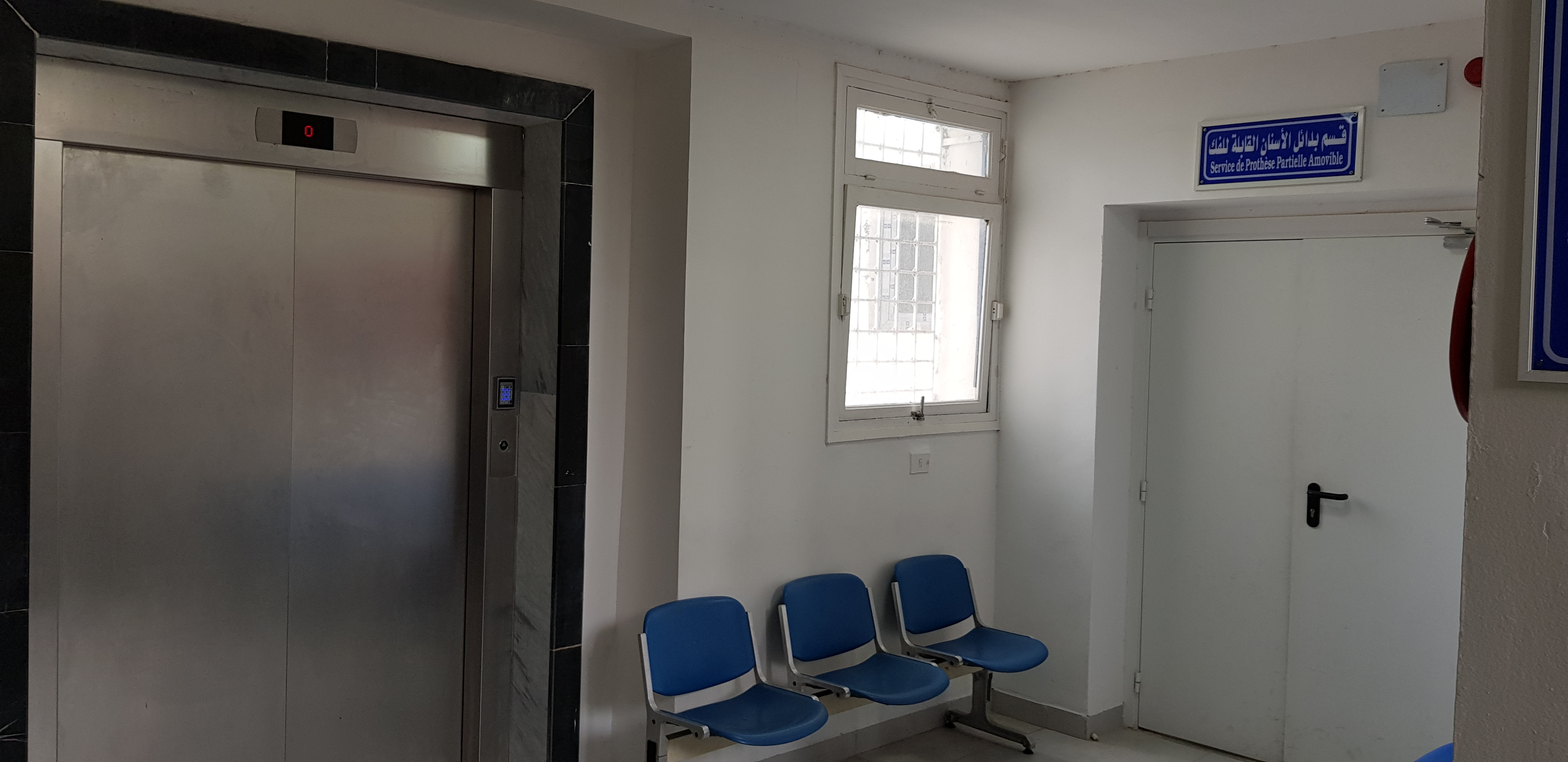
Service de prothèse partielle amovible.

Afin d'assurer une formation complète pour les résidents, les internes et les étudiants de quatrième et cinquième années, ces derniers doivent accomplir des stages cliniques quotidiens pendant leur cursus. Ces stages spécialisés se font au sein des centres hospitalo-universitaires suivants qui reçoivent des externes et internes et des résidents :
- Clinique hospitalo-universitaire d'odontologie associée à la faculté et qui comprend neuf services principaux[34] :
  - Consultations externes ;
  - Prothèse conjointe ;
  - Prothèse partielle amovible ;
  - Prothèse totale adjointe ;
  - Orthopédie donto-faciale ;
  - Parodontologie ;
  - Odontologie conservatrice et endodontie ;
  - Odontologie pédiatrique et prévention ;
  - Médecine et chirurgie buccales.
- CHU Farhat-Hached de Sousse ;
- CHU Sahloul de Sousse ;
- CHU La Rabta de Tunis ;
- Centre militaire de médecine et chirurgie dentaire du Grand Tunis ;
- Hôpital Charles-Nicolle de Tunis ;
- Hôpital militaire de Tunis ;
- Hôpital militaire de Bizerte ;
- Hôpital Habib-Bourguiba de Sfax ;
- Hôpital Hédi-Chaker de Sfax ;
- CHU Fattouma-Bourguiba de Monastir ;
- CHU Tahar-Sfar de Mahdia.

## Direction
En 2020, son doyen est le professeur Mohamed Salah Khalfi, son vice-doyen le professeur Lamia Mansour et son secrétaire général Ridha Ben Abdelhafidh.

## Régime des études
La faculté délivre des diplômes de docteur d'État en médecine dentaire et assure des formations dans le cadre de masters et de thèses de doctorat.
Le régime des études médicales en vue de l'obtention du diplôme national de docteur d'État en médecine dentaire dure six ans : cinq ans d'externat et un an d'internat, divisés comme suit, :
- deux années en premier cycle de médecine dentaire : une formation axée sur les sciences fondamentales donc un enseignement plus théorique que pratique ;
- trois années en deuxième cycle de médecine dentaire : une formation théorique et pratique à la fois avec immersion dans le milieu clinique (étudiant passant autant d'heures à la clinique qu'à la faculté pendant ce cycle) ;
- une année de stage d'internat obligatoire rémunérée et validée à la fin par un examen de fin de stage[36] :
  - six mois dans la clinique hospitalo-universitaire de médecine dentaire de Monastir repartis entre deux services distincts[34] ;
  - six mois dans un hôpital associé repartis entre quatre mois dans le service de stomatologie et deux mois dans un autre service hospitalier (cardiologie, ORL, maladies infectieuses, CMF ou médecine interne)[34] ;
- clôture des études et du stage par une soutenance de thèse[37].

Les études sont organisées par discipline, modules et certificats et sont dispensées sous forme de cours magistraux, de travaux dirigés, de travaux pratiques ainsi que de stages cliniques. Les étudiants sont évalués par des examens écrits et oraux, des examens pratiques et dirigés et des examens cliniques.
Après le cycle de base de six ans, les étudiants diplômés ou validant leur stage d'internat peuvent passer un concours national de résidanat (concours de spécialité) pour accéder au troisième cycle d'études spécialisées en médecine dentaire et poursuivre des études de spécialisation clinique ou fondamentale.
Ces spécialités sont repartis en deux catégories, :
- Spécialités cliniques
  - Prothèse conjointe
  - Prothèse partielle amovible
  - Prothèse totale adjointe
  - Orthodontie
  - Parodontologie

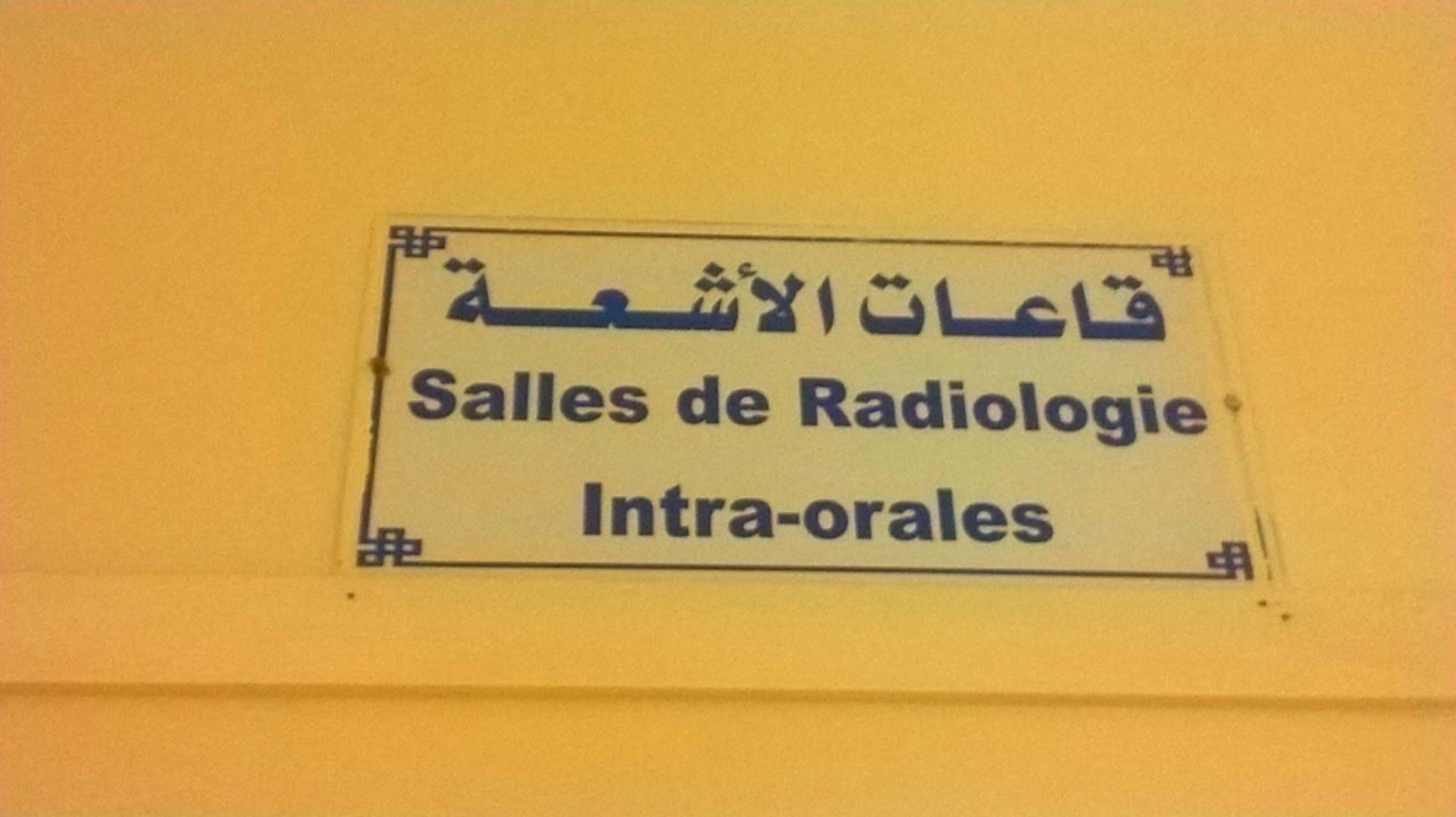
Service de radiologie odontologique.

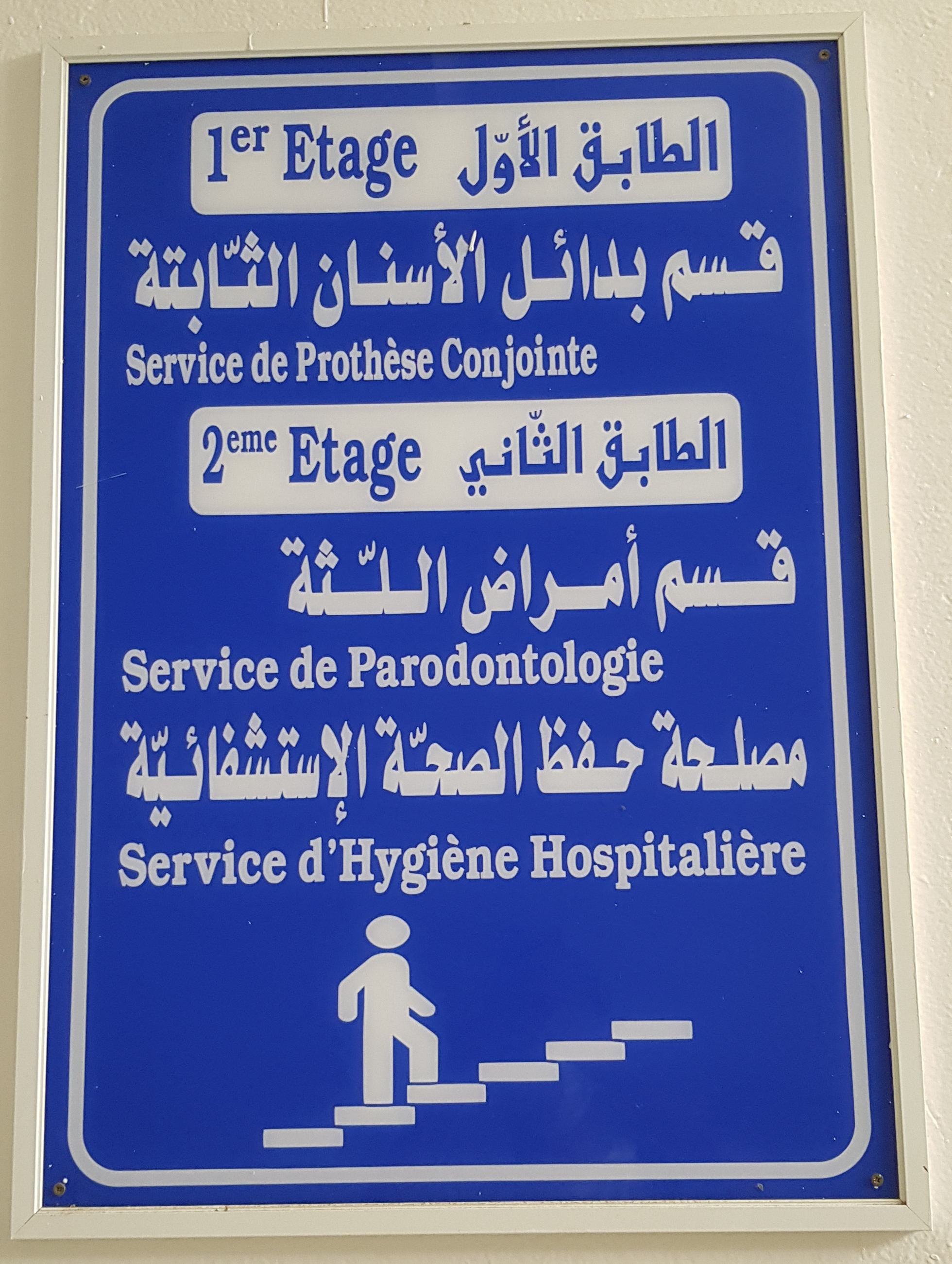
Service de parodontologie, prothèse conjointe et d'hygiène.

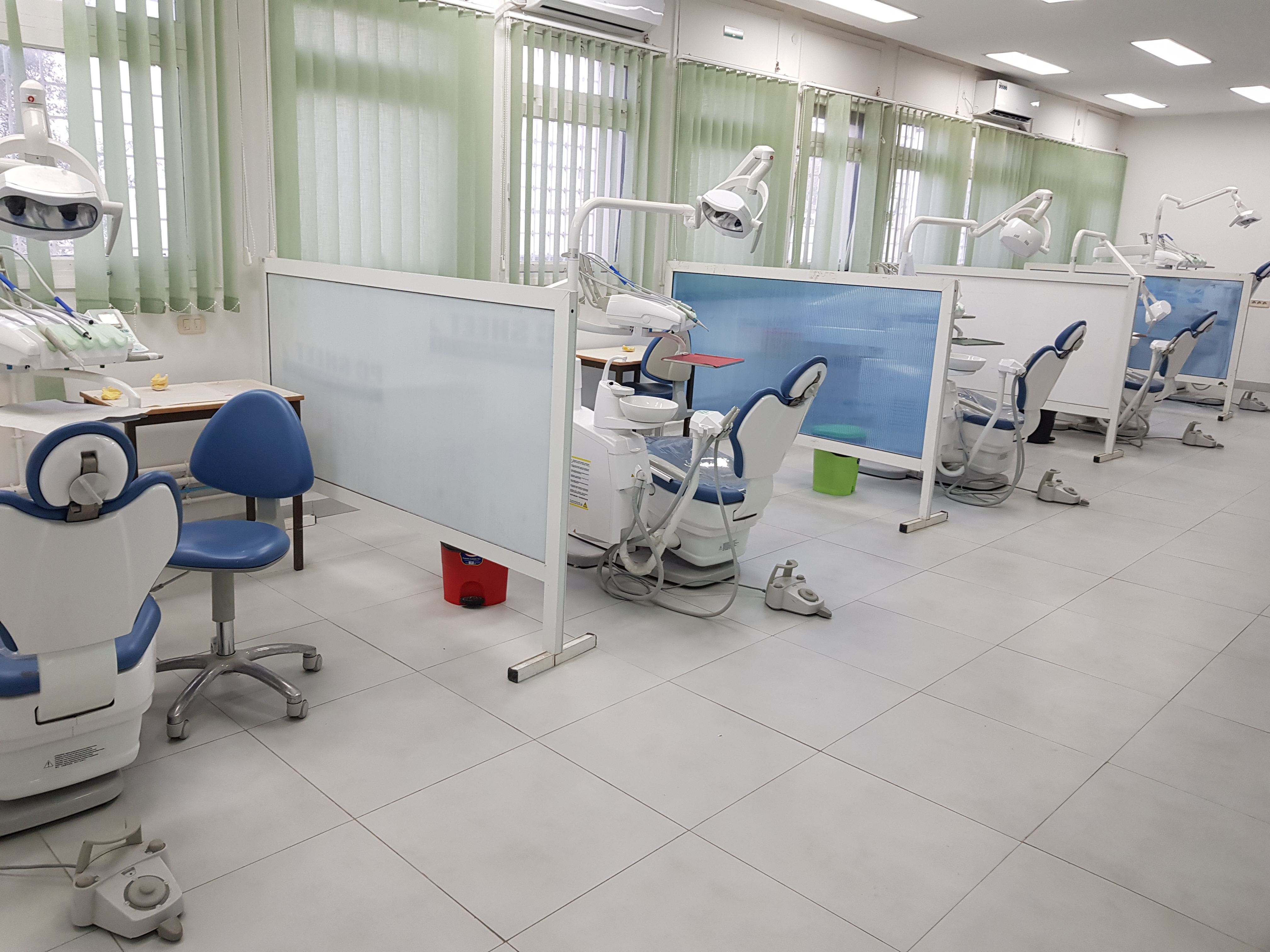
Service de prothèse partielle amovible.

  - Odontologie conservatrice et endodontie
  - Odontologie pédiatrique et prévention
  - Médecine et chirurgie buccales
  - Radiologie odontologique
- Spécialités fondamentales odontologiques
  - Anatomie
  - Anatomie dentaire
  - Odontologie légale
  - Biomatériaux
  - Bactériologie, virologie et immunologie
  - Histologie - embryologie
  - Physiologie
  - Pharmacologie en médecine dentaire
  - Biophysique en médecine dentaire

L'université offre aussi des certificats d'études complémentaires et des formations post-universitaires,.

## Événement
La faculté organise chaque année en avril un congrès international d'odontologie sous le nom d'Entretiens odontologiques de Monastir,.

## Vie associative
- Association culturelle de la FMDM[46] : association créée en 1997 et regroupant plusieurs clubs (vidéo, musique, peinture, radio interne, danse et revue) ;
- Association sportive universitaire de la FMDM[47] : association créée en 1981 ;
- Scout FMDM[48] : association de scouts créée en 1994 par des étudiants et s'occupant principalement du travail bénévole ;
- Tunisian Association for Dental Research[49] : association tunisienne de recherche odontologique dont l'objectif principal est de promouvoir la recherche en dentisterie en fournissant divers moyens de formation et d'application ;
- Tunisian Association of Dental Students[50] : association tunisienne des étudiants en médecine dentaire et membre de l’International Association of Dental Students[51].

## Relations internationales
L'université développe dès sa création des conventions d'échanges et des coopérations, vu les circonstances historique de sa création, comme avec les facultés de chirurgie dentaire de Marseille, Paris-VII, Bordeaux et Alger.
En 2017-2018, la faculté compte 42 étudiants étrangers sur un total de 1 526, ce qui représente 3 % de l'effectif total des étudiants, dans un contexte marqué par l'évolution de la coopération africaine et par l'ouverture des pays du continent à la collaboration au niveau de la recherche scientifique et de l'échange d'expériences et d'information.
Depuis son affiliation avec l'université de Monastir en 2004, la plupart des conventions internationales sont faites par l'intermédiare de celle-ci, comme Erasmus+, Erasmus Mundus, le Programme d'appui à la qualité de l'enseignement supérieur, le Deutscher Akademischer Austauschdienst, NursingCAS ou d'autres types d'échanges bilatéraux avec des universités étrangères.
Parmi les établissements partenaires, on peut trouver :
- la faculté de médecine dentaire de l’université Saint-Joseph de Beyrouth[58] (Liban) ;
- l'université Toulouse-III-Paul-Sabatier[59] (France) ;
- la faculté d'odontologie de Montpellier[60] (France) ;
- l'université d'Auvergne[61] (France) : convention cadre ;
- l'université de Sebha[61] (Libye) : convention cadre.